# Maricel

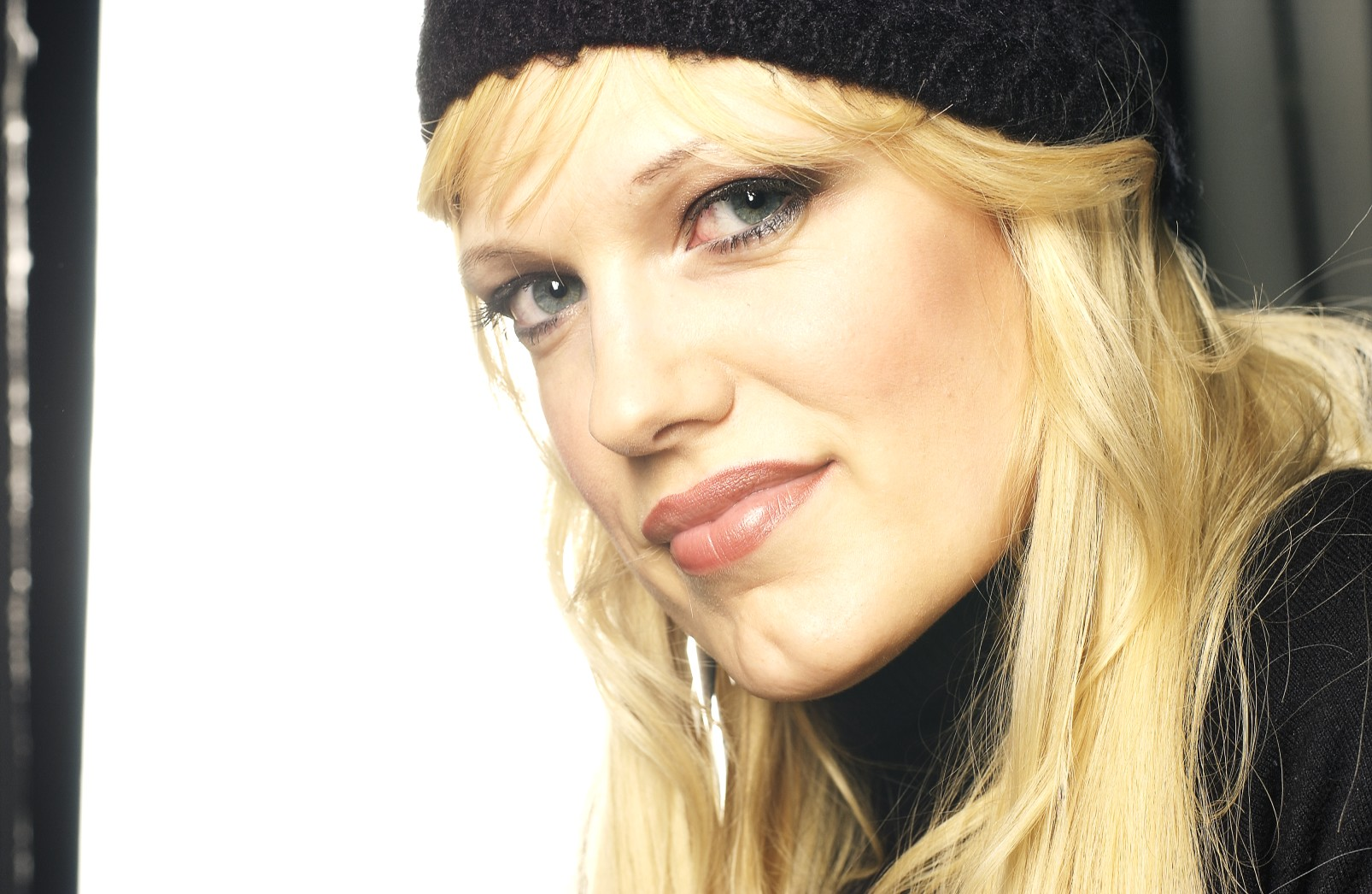
Maricel

Maricel Wölk (* in Hannover) ist eine deutsche Musicaldarstellerin und Popsängerin.

## Biografie
Bereits als Dreizehnjährige textete und komponierte Maricel und verfasste ihre ersten Songs. Nach dem Abitur besuchte sie die Musicalschule Vitztum-Durukan in Hannover und ließ sich in den Fächern Schauspiel, Tanz und Gesang ausbilden, außerdem nahm sie privaten Gesangsunterricht. 1996 bekam sie ihre erste Hauptrolle im Musical Chickoo's Traum im Theater am Aegi in Hannover. 2000 war sie die Erstbesetzung der Lucy im Musical Jekyll & Hyde in Bremen. Anschließend gab sie die Constanze in der Deutschlandpremiere von Mozart! in der Neuen Flora in Hamburg. Ende 2002 bis Anfang 2003 tourte sie mit der Musical- und Danceshow Fire of Dance durch Europa. Danach verkörperte sie bis 2005 die ägyptische Prinzessin Amneris in Aida im Colosseum Theater in Essen. Vom September 2006 bis März 2007 spielte Maricel die Audrey in Der kleine Horrorladen im Opernhaus Chemnitz. Im November und Dezember 2006 übernahm sie zusätzlich die Rolle des Engels Belle im Musical Vom Geist der Weihnacht im Schillertheater in Berlin. Zwischen Januar 2007 und Mai 2008 spielte sie die Marguerite St. Just im Musical The Scarlet Pimpernel am Opernhaus Halle und im Herbst 2008 in der Inszenierung im Stadttheater Baden bei Wien. Von März 2007 bis Januar 2008 konnte man sie erneut als Lucy in der Chemnitzer Inszenierung von Jekyll & Hyde erleben. Als Rheintochter stand sie in Der Ring – Das Musical von Dezember 2007 bis Juni 2008 auf der Bühne der Oper Bonn. In der deutschen Uraufführung des Musicals Marie Antoinette konnte man sie in der Titelpartie von Februar bis Ende Mai 2009 im Musicaltheater Bremen sehen. 2010 spielte sie die Maria in der West Side Story im Stadttheater Baden bei Wien. Während der Spielzeit 2010/2011 verkörperte Maricel abermals die Lucy im Musical Jekyll & Hyde – in der Inszenierung des Theaters Hagen. An das Bonner Opernhaus kehrte sie in der Saison 2011/2012 als Sheila im Hippie-Musical Hair zurück. Zu Beginn des Jahres 2013 war sie Im weißen Rößl am Badener Stadttheater als Ottilie engagiert. Als Milady de Winter konnte man sie im Herbst mit dem Musical 3 Musketiere auf Deutschland-Tournee erleben.
Außerhalb des Musical-Genres spielte Maricel mit ihrer Band „The Toy“. Sie bekam einen Plattenvertrag bei Universal Music und konnte ihre erste Single Still Waiting auf Platz eins der FFN-Hörercharts platzieren und in die niederländischen Single Top 100 einsteigen. Seit dem Jahr 2000 hat sie einen Autorenvertrag bei der BMG-UFA und wirkt bei Film- und Kinoproduktionen musikalisch mit. 2005 veröffentlichte sie ihr deutschsprachiges Album Stärker, auf dem auch ein Duett mit Uwe Kröger enthalten ist.
2008 gab sie ihr Regiedebüt und inszenierte das eigens komponierte Kindermusical Der kleine Zahlenteufel. In den Jahren 2009 & 2011 folgten Text, Musik & Regie für die Langenscheidt-Musicals Hexe Huckla und die total verrückte Sprachmaschine sowie Hexe Huckla und das Weihnachts-Oster-Durcheinander. Die Musik für diese Stücke entstand in Zusammenarbeit mit Thomas Lange.
Mit Jeanne d'Arc – Das Musical widmete Maricel als Autorin und Komponistin der französischen Nationalheldin Johanna von Orleans ein Musical. Einige Songs entstanden gemeinsam mit Thomas Lange. Das historische Musical wird seit Herbst 2011 in Zusammenarbeit mit dem Theaterverlag Gallissas umgesetzt.
Innerhalb der Reihe Maricel in concert fanden 2011 ein Weihnachtskonzert, im Oktober 2012 eine Halloween-Party und Anfang 2014 die Scary Musical Night statt.
2016/2017 sang Maricel am Staatstheater Braunschweig die Rolle der Mrs. Lovett im Musical Sweeney Todd. 2019 übernahm sie die Rolle der Kit de Luca in Pretty Woman in Hamburg.

## Diskografie
Singles (Pop-Rock)
- 2000 Still Waiting
- 2001 Sleepless Nights
- 2001 Nice Lies
- 2006 Dancing into Heaven

Alben (Pop-Rock)
- 2001 m.a.r.i.c.e.l
- 2005 Stärker

Musical-Aufnahmen mit Maricel
- 2002 Maricel – Musical Moments
- 2003 Musical Aida – Aufnahme Essen-Cast
- 2004 Musicalstars singen ABBA-Hits
- 2005 Best of Musical
- 2006 Confession – Henrik Wager
- 2006 Adagio – Frank Nimsgern
- 2006 Musical Stars Volume 2
- 2007 Der Ring – Das Musical
- 2008 Zacharias, der kleine Zahlenteufel
- 2009 Musical Marie Antoinette
- 2009 Die Händlerin der Worte
- 2010 The Best of Musical Hits

## Musical- und Operetten-Engagements
- 1996 Chickoo's Traum (Hannover)
- 2000–2001 Jekyll & Hyde (Bremen), Rolle: Lucy Harris
- 2001–2002 Mozart! (Hamburg), Rolle: Constanze Weber
- 2003 Fire Of Dance (Europa-Tour)
- 2003–2005 Aida (Essen), Rolle: Amneris
- 2005 Cavabellia
- 2006–2008 Von Engeln und Dämonen, Rolle: Uschi Krautwerker
- 2006–2007 Der kleine Horrorladen (Chemnitz), Rolle: Audrey
- 2006 Vom Geist der Weihnacht (Berlin), Rolle: Engel/Belle
- 2007–2008 The Scarlet Pimpernel (Halle), Rolle: Marguerite St. Just
- 2007–2008 Jekyll & Hyde (Chemnitz), Rolle: Lucy Harris
- 2007–2008 Jekyll & Hyde (Bielefeld), Rolle: Lucy Harris
- 2007–2008 Der Ring – Das Musical (Bonn), Rolle: Rheintochter 'Zärtlichkeit'
- 2008 The Scarlet Pimpernel (Baden/Wien), Rolle: Marguerite St. Just
- 2009 Marie Antoinette (Bremen), Rolle: Marie Antoinette
- 2010 West Side Story (Baden), Rolle: Maria
- 2010–2011 Jekyll & Hyde (Hagen), Rolle: Lucy Harris
- 2011–2012 Hair (Bonn), Rolle: Sheila
- 2013 Im weißen Rößl (Baden), Rolle: Ottilie
- 2013 3 Musketiere (Deutschland-Tour), Rolle: Milady de Winter
- 2016–2017 Sweeney Todd, Rolle: Mrs.Lovett
- 2019 Pretty Woman, Rolle: Kit de Luca

Außerdem war Maricel bei verschiedenen Musical-Shows wie Best Of Musical, Sommernacht des Musicals, Musical On Ice oder Musical Allstars dabei.

## Eigene Musicals
- 2011 Jeanne d'Arc – Das Musical
- 2025 Mörder unter sich

## Veröffentlichungen
- Thomas Lange, Maricel Wölk, Irmtraud Guhe (Ill.): Huckla und die total verrückte Sprachmaschine, Langenscheidt, München 2010, ISBN 978-3-468-20721-1 (Buch mit CD)
- Thomas Lange, Maricel Wölk, Irmtraud Guhe (Ill.): Huckla und das Weihnachts-Oster-Durcheinander, Langenscheidt, München 2011, ISBN 978-3-468-20720-4 (Buch mit CD)